# Förbundsregering
En förbundsregering, federal regering eller centralregering är den verkställande makten i stater som är federationer. Begreppet används mest för att skilja den från regeringarna i landets delstater.
Förbundsregeringar finns till exempel i USA, Australien, Tyskland, Österrike, Schweiz och Indien.

## Australien
- Regeringen Gillard II

## Indien
- Indiens regering

## Schweiz
- Förbundsrådet (Schweiz)

## Tyskland
- Tysklands förbundsregering

## USA
- USA:s federala regering

## Österrike
- Österrikes förbundsregering